# Епархия Амравати
Епархия Амравати (лат.  Dioecesis Amravatensis) — епархия Римско-Католической церкви c центром в городе Амравати, Индия. Епархия Амравати входит в митрополию Нагпура. Кафедральным собором епархии Амравати является церковь святого Франциска Ксаверия.

## История
8 мая 1955 года Римский папа Пий XII выпустил буллу Cum petierit, которой учредил епархию Амравати, выделив её из архиепархии Нагпура.
17 декабря 1977 года епархия Амравати передала часть своей территории новой епархии Аурангабада.

## Ординарии епархии
- епископ Joseph Albert Rosario (8.05.1955 — 1.04.1995);
- епископ Edwin Colaço (1.04.1995 — 20.10.2006) — назначен епископом Аурангабада;
- епископ Lourdes Daniel (8.06.2007 — 11.11.2010) — назначен епископом Нашика;
- епископ Elias Gonsalves (11.07.2012 — по настоящее время).

## Источник
- Annuario Pontificio, Libreria Editrice Vaticana, Città del Vaticano, 2003, ISBN 88-209-7422-3
- Булла Cum petierit, AAS 47 (1955), стр. 625 (лат.)